# Trachelas pacificus
Espèce
Trachelas pacificus est une espèce d'araignées aranéomorphes de la famille des Trachelidae.

## Distribution
Cette espèce se rencontre aux États-Unis en Californie, au Nevada et en Arizona et au Mexique en Basse-Californie,.

## Description
Les mâles mesurent 5,98 mm en moyenne et les femelles 6,86 mm.

## Publication originale
- Chamberlin & Ivie, 1935 : Miscellaneous new American spiders. Bulletin of the University of Utah, vol. 26, no 4, p. 1-79 (texte intégral).